# جيمس يونغ (سياسي أمريكي)
جيمس يونغ (بالإنجليزية: James Young)‏ هو سياسي أمريكي، ولد في 1956 في الولايات المتحدة. حزبياً، نشط في الحزب الديمقراطي. وقد انتخب عمدة فيلادلفيا (3 يوليو 2009 – ).